# Angelo Reyes
Angelo Tomas Reyes (17 de março de 1945 - 8 de fevereiro de 2011) foi um militar filipino, Chefe de Gabinete das Forças Armadas das Filipinas (AFP)  2000-2001, sob o mandato do presidente Joseph Estrada.